# Capella de la Mare de Déu dels Dolors de la Plana
La Capella de la Mare de Déu dels Dolors és un monument del nucli de població de la Plana, al municipi d'Alcover, protegit com a bé cultural d'interès local.

## Descripció
L'església, entre mitgeres, es troba adossada a l'edifici de Cal Serra. És una petita construcció de planta rectangular, de 10 x 5 metres, d'una sola nau sense capelles. Està il·luminada per una petita obertura circular situada a la façana, damunt la porta d'entrada, d'arc de mig punt i brancals de pedra. La coberta és a dues vessants i en el vèrtex s'aixeca un petit espadat. L'obra és de pedra, arrebossada i pintada imitant carreus.

## Història
Fou construïda al segle xviii (segons consta a la clau de l'arc de la porta, amb la data 1739) pels monjos de Reial Monestir de Santa Maria de Poblet. En el seu origen formava part d'un petit nucli de construccions religioses que incloïa, a més, un petit claustre adossat a l'església i la casa dels monjos, elements actualment desapareguts.
En relació amb l'advocació del temple, podria haver estat dedicada a l'Assumpció de Maria o a la Verge dels Dolors. L'església tingué culte fins al 1936.